# 콰이어트 룸에서 만나요
《콰이어트 룸에서 만나요》(クワイエットル-ムにようこそ, Welcome To The Quiet Room)는 일본에서 제작된 마츠오 스즈키 감독의 2007년 드라마 영화이다. 츠마부키 사토시 등이 주연으로 출연하였다.

## 출연

### 주연
- 츠마부키 사토시
- 아오이 유우
- 우치다 유키
- 쿠도 칸쿠로
- 료
- 오타케 시노부

### 조연
- 안노 히데아키
- 히라이와 카미
- 히라타 미츠루
- 이세 시마
- 카와이 카츠오
- 카와카츠 마사유키
- 콘도 하루나
- 마부치 에리카
- 미네무라 리에
- 미노와 하루카
- 나카무라 유코
- 시마오 마호
- 시리아가리 고토쿠키
- 시시도 미와코
- 타카하시 마이
- 타케자와 히로시
- 타와라 마치
- 도쿠이 유
- 츠카모토 신야
- 츠츠이 마리코

## 기타
- 원작자: 마츠오 스즈키